# 18 (canção)
"18" é uma canção gravada pela boy band britânica-irlandesa One Direction para o quarto álbum de estúdio da banda, Four (2014). Foi composta por Ed Sheeran juntamente de Oliver Frank e produzida por Steve Robson. A canção foi lançada como single promocional do disco em 11 de novembro de 2014.

## Desempenho nas tabelas musicais

### Posições
| Tabela musical (2014)              | Melhor posição |
| ---------------------------------- | -------------- |
| Áustria (Ö3 Austria Top 40)        | 60             |
| Espanha (PROMUSICAE)               | 38             |
| Estados Unidos (Billboard Hot 100) | 87             |
| França (SNEP)                      | 82             |
| Reino Unido (UK Singles Chart)     | 45             |
| Suécia (Sverigetopplistan)         | 46             |